# 張閻
張閻（1438年—？），字宗望，浙江紹興府會稽縣人，民籍，明朝政治人物。

## 生平
成化四年（1468年）戊子科浙江鄉試第四十四名舉人。成化十七年（1481年）中式辛丑科會試第二百七十三名，三甲第一百七十三名進士。历任大理寺副。

## 家族
曾祖張德禮；祖父張友善；父張鶚，母邵氏。